# Pseudocrangonyx manchuricus
Pseudocrangonyx manchuricus is een vlokreeftensoort uit de familie van de Pseudocrangonyctidae. De wetenschappelijke naam van de soort is voor het eerst geldig gepubliceerd in 1938 door oguro.